# 维拉尔泽尔
维拉尔泽尔（法語：Villarzel）是瑞士联邦西部法语区的沃州下设的一个镇。在行政上属于布罗瓦-维利区管辖。维拉尔泽尔的总面积为7.66平方公里。截至2010年底，总人口为364。